# Claudio Pavone
Claudio Pavone (Roma, 30 novembre 1920 – Roma, 29 novembre 2016) è stato un partigiano, storico e archivista italiano.
Fu presidente, per il quadriennio 1995-1999, della Società italiana per lo studio della storia contemporanea nonché direttore della rivista di studi storico-politici "Parolechiave".

## Biografia
Durante la Seconda guerra mondiale prestò servizio nella Guardia alla frontiera a Malles, nei pressi dei confini con Svizzera e Germania (che nel 1938 aveva annesso l’Austria, che tornerà indipendente dopo la guerra) e pertanto lontano dai fronti di guerra, ma ottenne una lunga licenza nell'aprile 1943 a causa della scomparsa del padre, già avvocato al servizio di Confindustria, che gli consentì di essere assunto come impiegato di Confindustria. Nell'autunno del 1943 si unì alla Resistenza. Tale esperienza, oltre ad incidere sulla sua coscienza civile e sulla sua visione politica, si rivelerà determinante anche per la sua attività di ricercatore scientifico nel campo storico, sia dal punto di vista dei campi prescelti sia da quello dell'orizzonte personale attraverso il quale analizzarli.
Finita la guerra, la sua occupazione sarà, per molti anni, quella di funzionario statale: rilevante il suo ruolo nella sistemazione dell'Archivio Centrale dello Stato e nella progettazione e direzione della Guida generale degli Archivi di Stato, che si riveleranno il luogo ideale per i suoi interessi e le sue passioni, consentendogli di venire, quotidianamente, a contatto con la gran parte dei documenti dell'allora recentissima storia italiana del fascismo, della seconda guerra mondiale e dell'antifascismo.
Dal 1975 fu professore incaricato e dal 1980 al 1991 professore associato di storia contemporanea presso l'Università di Pisa. Fu presidente della SISSCO dal 1995 al 1999.
Nel 2007 venne insignito del Premio Internazionale Ignazio Silone per la saggistica.
Sposato in seconde nozze con Anna Rossi-Doria, morì a Roma il 29 novembre 2016, il giorno prima di compiere 96 anni.

## Contributo storiografico
Pavone pubblicò, per Bollati Boringhieri, Alle Origini della Repubblica, analisi storica del percorso che, dalla caduta del fascismo, il 25 luglio 1943, porterà alla scelta popolare della Repubblica nel referendum del 2 giugno 1946.
Nel 1991 dette alle stampe Una guerra civile. Saggio storico sulla moralità nella Resistenza, una corposa analisi delle origini, delle motivazioni prossime e remote e dei rispettivi intenti alla base dello scontro tra la Resistenza e i fascisti della Repubblica Sociale Italiana. L'opera è celebre per aver accolto nel mondo accademico la denominazione di guerra civile per gli anni 1943-1945, fino ad allora limitata quasi esclusivamente alla saggistica di matrice neofascista.

## Opere
- Amministrazione centrale e amministrazione periferica. Da Rattazzi a Ricasoli (1859-1866). Milano, Giuffrè, 1964.
- Le bande insurrezionali della primavera del 1870, in Movimento operaio n. 1-3, pagg. 42-107, 1956. http://staging.fondazionefeltrinelli.it/fonte/gennaio-giugno-1956/[collegamento interrotto]
- Le idee della Resistenza. Antifascisti e fascisti di fronte alla tradizione del Risorgimento, in Passato e Presente, n. 7, gennaio-febbraio 1959,  pp. 850-918. URL consultato il 16 aprile 2025.
- Un discorso da continuare, in Passato e Presente, n. 11-12,  pp. 1449-1461. URL consultato il 16 aprile 2025.
- Contro l'autonomia della politica, a cura di e con Liliana Vitale, Torino, Rosenberg & Sellier, 1978.
- Le brigate Garibaldi nella Resistenza. Documenti, III, Dicembre 1944-maggio 1945, a cura di, Milano, Feltrinelli, 1979.
- Guida generale degli archivi di Stato italiani, diretta da e con Piero D'Angiolini, 4 voll., Roma, Ministero per i Beni Culturali e Ambientali, 1981.
- La guerra civile, in La Repubblica sociale italiana 1943-45, atti del convegno, Brescia 4-5 ottobre 1985,
- Suffragio, rappresentanza, interessi. Istituzioni e società fra '800 e '900, a cura di e con Mariuccia Salvati, Milano, Angeli, 1989. ISBN 88-204-3117-3.
- Le tre guerre: patriottica, civile, e di classe, in Massimo Legnani e Ferruccio Vendramini (a cura di), Guerra, guerra di liberazione, guerra civile, Milano, Angeli, 1990. ISBN 88-204-6376-8.
- Una guerra civile. Saggio storico sulla moralità nella Resistenza, Torino, Bollati Boringhieri, 1991. ISBN 88-339-0629-9.
- Alle origini della Repubblica. Scritti su fascismo, antifascismo e continuità dello Stato, Torino, Bollati Boringhieri, 1995. ISBN 88-339-0933-6.
- La violenza e le fratture della memoria, in Storia e memoria di un massacro ordinario, Roma, Manifestolibri, 1996. ISBN 88-7285-103-3.
- Novecento. I tempi della storia, a cura di, Roma, Donzelli, 1997. ISBN 88-7989-333-5.
- Fascismo e dittature: problemi di una definizione, in Nazismo, fascismo, comunismo. Totalitarismi a confronto, Milano, B. Mondadori, 1998. ISBN 88-424-9468-2.
- Memorie: dall'esperienza del fascismo al dopoguerra, in "Annali di storia dell'educazione e delle istituzioni scolastiche", n. 7/2000, pp. 401–410.
- Intorno agli archivi e alle istituzioni, Roma, Ministero per i Beni e le Attività culturali, Dipartimento per i beni archivistici e librari, Direzione generale per gli archivi, 2004. ISBN 88-7125-266-7.
- Storia d'Italia nel secolo Ventesimo. Strumenti e fonti, a cura di, 3 voll.

I, Elementi strutturali, Roma, Ministero per i beni e le attività culturali, Dipartimento per i beni archivistici e librari, Direzione generale per gli archivi, 2006. ISBN 88-7125-277-2.

II, Istituti, musei e monumenti, bibliografia e periodici, associazioni, finanziamenti per la ricerca, Roma, Ministero per i beni e le attività culturali, Dipartimento per i beni archivistici e librari, Direzione generale per gli archivi, 2006. ISBN 88-7125-278-0.
III, Le fonti documentarie, Roma, Ministero per i beni e le attività culturali, Dipartimento per i beni archivistici e librari, Direzione generale per gli archivi, 2006. ISBN 88-7125-279-9.
- La ricostruzione di una politica nazionale nella capitale, in Roma tra fascismo e liberazione. L'Annale Irsifar, Milano, Angeli, 2006. ISBN 88-464-7439-2.
- Prima lezione di storia contemporanea, Roma-Bari, Laterza, 2007. ISBN 978-88-420-7991-0.
- Gli inizi di Roma capitale, Torino, Bollati Boringhieri, 2011. ISBN 978-88-339-2223-2.
- Gli uomini e la storia. Partecipazione e disinteresse nella storia d'Italia, a cura di David Bidussa, Collana Universale Bollati Boringhieri.Serie scientifica, Torino, Bollati Boringhieri, 2020, ISBN 978-88-339-3541-6.